# L'arcidiavolo (film 1940)
L'arcidiavolo è un film del 1940 diretto da Tony Frenguelli.

## Trama
Il diavolo in persona prende il posto di capitano su di un panfilo dove a bordo ci sono alcune coppie di ricconi, i quali hanno deciso di intraprendere una crociera senza meta ne limite di tempo. il diavolo, che li conosce tutti come peccatori, legati come sono da illeciti rapporti tra loro, li vuole spingere a macchiarsi ancora di colpe per poi affondare la nave e condurre le loro anime all'inferno. Ma la meschinità delle vittime che Satana ha prescelto è tale che essi, pur colpevoli, non osano infrangere apertamente quella parvenza di onestà mondana che vela le loro brutture. Il demonio, quindi, non li ritiene degni  neanche dell'inferno, e li abbandona a vagare in eterno sul loro panfilo rifiutati dal cielo, dalla terra e da Satana.

## Produzione

### Riprese
Girato a Roma, negli stabilimenti di Cinecittà.

### Contributi tecnici
- Giuseppe Anèpeta direzione musicale
- Filippo Walter Ratti aiuto regista
- Bruno Brunacci fonico
- Lunghezza del film 2352 metri

## Promozione
Viene presentato pubblicitariamente dalla frase "Di tanto in tanto, l'arcidiavolo lascia il suo inferno e va nel mondo in mezzo agli uomini a seminare le tentazioni".

## Accoglienza

### Critica
Filippo Sacchi in Corriere della Sera del 20 novembre 1940 " La regia di Frenguelli mi parve da novizio, cioè proprio la meno adatta per un soggetto che vorrebbe essere di ironica ed elegante immaginazione. La faccetta di Luisella Beghi mi diede gli unici momenti buoni ".